# Högnordiskt fjällfly
Högnordiskt fjällfly, Xestia laetabilis, är en fjärilsart som först beskrevs av Johan Wilhelm Zetterstedt 1839. Högnordiskt fjällfly ingår i släktet Xestia, och familjen nattflyn, Noctuidae. Enligt den svenska rödlistan är arten Sårbar, VU, i Sverige. Arten har en livskraftig (LC) population i Finland.
En underart finns listad i Catalogue of Life, Xestia laetabilis pergratiosa Kovács & Varga, 1973